# The Loves of Letty
The Loves of Letty is een Amerikaanse dramafilm uit 1919 onder regie van Frank Lloyd.

## Verhaal
Letty Shell is een vrouw uit de Londense arbeidersklasse die graag hogerop wil. Ze wordt verliefd op Neville Letchmere, een galante saletjonker uit een gegoede familie. Haar vermogende baas Bernard Mandeville heeft ook een oogje op Letty. Uiteindelijk raakt ze teleurgesteld in de beide mannen. Ze krijgt verkering met de arme fotograaf Richard Perry wiens rijke oom hem financieel zal ondersteunen.

## Rolverdeling
| Acteur            | Personage          |
| ----------------- | ------------------ |
| Pauline Frederick | Letty Shell        |
| John Bowers       | Richard Perry      |
| Lawson Butt       | Neville Letchmore  |
| Willard Louis     | Bernard Mandeville |
| Florence Deshon   | Marion Allardyce   |
| Lela Bliss        | Hilda Gunning      |
| Leota Lorraine    | Florence Crosby    |
| Sidney Ainsworth  | Ivor Crosby        |
| Harland Tucker    | Coppy Drake        |
| Joan Standing     | Slavey             |